# Aske
Aske (Cinzas em Norueguês) é um EP do projeto solo norueguês de black metal Burzum. Embora gravado em abril e agosto de 1992, após Det some engang var, foi lançado antes desse álbum em março de 1993, pela Deathlike Silence Productions.

## Capa e Gravação
A capa é uma fotografia da Fantoft Stave Church após seu incêndio criminoso em 6 de junho de 1992. Varg Vikernes era fortemente suspeito de queimar a igreja, e acredita-se que a fotografia tenha sido tirada pelo próprio Vikernes.
De acordo com o site oficial do Burzum, a foto da capa foi tirada por Are Mundal. Em entrevista, Mundal afirmou que Vikernes, um amigo de longa data, pediu-lhe que visitasse o local da igreja logo após o incêndio e tirasse fotos, uma das quais virou capa do álbum. Mundal foi inicialmente considerado suspeito do incêndio criminoso, mas foi inocentado de todas as acusações. Vikernes supostamente revelou as fotos na Suécia para afastar as suspeitas.
O baixo em duas das faixas é executado por Samoth da banda Emperor.
Uma versão em fita com o antigo título do lançamento Inn I Drømmens Slott (norueguês para "No Castelo dos Sonhos") foi feita por Varg e divulgada por ele e Samoth, o álbum foi inicialmente planejado para ser lançado pelo selo pessoal de Varg chamado " Burz-Nazg Prod" (mais tarde Cymophane).

## Lançamento
As primeiras 1.000 cópias de Aske foram embaladas com um isqueiro com a imagem da capa do álbum dos restos da igreja.
Aske foi posteriormente relançado como Burzum / Aske junto com as canções do álbum de estreia do Burzum.

## Lista De Faixas
Todas as faixas escritas e compostas por Varg Vikernes. 
| N.º            | Título                        | Duração |  |
| 1.             | "Stemmen fra tårnet"          |         |  |
| 2.             | "Dominus Sathanas"            |         |  |
| 3.             | "A Lost Forgotten Sad Spirit" |         |  |
| Duração total: | Duração total:                | 20:02   |  |

## Ficha Técnica
- Varg Vikernes – vocais, guitarra, bateria, baixo (faixa 2), produção;
- Samoth – baixo (faixas 1, 3);
- Pytten – produção;